# Antonio Vidal González
Antonio Vidal González (Candelaria, 22 giugno 1964) è un ex calciatore argentino, di ruolo attaccante.

## Caratteristiche tecniche
Giocava come attaccante, ricoprendo il ruolo di centravanti.

## Carriera

### Club
Nel 1982 debuttò nel calcio con il Mitre; dopo aver giocato nel San Martín di Tucumán, nel 1985 passò al Guarani Antonio Franco, con cui disputò tutte le sei partite del Nacional 1985, segnando due reti. Per la stagione successiva fu acquistato dall'Estudiantes di La Plata, con cui scese in campo per 13 volte senza mai realizzare reti. Dopo un ritorno al San Martín, dove giocò 28 gare nel campionato 1988-1989, fu ceduto all'Argentinos Juniors. In tale formazione divenne titolare, partecipando peraltro a due edizioni della Supercoppa Sudamericana (1990 e 1991). Nel 1993 scelse di espatriare (per la prima volta), firmando un contratto con il Nacional di Montevideo; in Primera División Uruguaya disputò 19 incontri con 8 gol. L'anno seguente, invece, giocò per l'Emelec, vincendo il titolo ecuadoriano. Nel 1996, dopo un ritorno fugace in Argentina con la maglia del Colón, si trasferì in Bolivia, dove rimase per diversi anni a seguire. La prima compagine andina con cui scese in campo fu il Bolívar, con vinse il campionato nel 1996; dopo aver terminato la stagione 1997 al Defensor Sporting, in Uruguay, firmò per il Wilstermann, con cui ottenne un secondo posto nella Liga de Fútbol Profesional Boliviano 1998. Nel 1999 accadde lo stesso, stavolta però con il The Strongest, e, con 30 reti all'attivo, Vidal González vinse la classifica marcatori a pari merito  con Víctor Hugo Antelo. Nel 2001 passò all'Oriente Petrolero, con cui partecipò alla vittoriosa edizione del campionato boliviano, con 11 gol in 37 presenze. Nel 2003 tornò in Argentina, giocando con il piccolo Candelaria, con cui si ritirò.

## Palmarès

### Club

#### Competizioni nazionali
- Campionato ecuadoriano: 1

Emelec: 1994
- Campionato boliviano: 2

Bolívar: 1996
Oriente Petrolero: 2001

### Individuale
- Capocannoniere della Liga del Fútbol Profesional Boliviano: 1

1999 (30 gol)